# Ханиш, Райнхольд
Райнхольд Ханиш (нем. Reinhold Hanisch; 27 января 1884, Mšeno nad Nisou — 2 февраля 1937, Вена) — австрийский временный работник, деловой партнёр Адольфа Гитлера. Автор ряда воспоминаний о Гитлере, с которым он некоторое время жил в 1910 году. Наряду с Августом Кубицеком считается одним из немногих свидетелей ранних лет Гитлера.

## Биография

### Ранние годы
Родился в городе Грюнвальде в Богемии. Происходил из обнищавшей дворянской семьи. Посещал начальную школу. Позже перебивался случайными заработками. Работал слугой в Берлине. В 1907 году был приговорен к трем месяцам тюремного заключения, в 1908 году –  к шести месяцам тюремного заключения за кражу.
Осенью 1909 года приехал в Вену. По его собственному утверждению, в венском приюте для бездомных в Майдлинге, в котором он жил до 21 декабря 1909 года, познакомился с Адольфом Гитлером. С 21 декабря 1909 года снова работал домашним слугой и жил по адресу Хермангассе, 16 во 2-м округе Вены (Леопольдштадт). С 11 февраля 1910 года он был прописан по адресу Херцгассе, 3 в 10-м округе Вены (Фаворитен).

### Знакомство с Адольфом Гитлером (1909—1912)
В 1910 году Ханиш жил с Гитлером, которого он взял тогда под свою опеку, в мужском общежитии на Мельдеманштрассе. В первые месяцы 1910 года Гитлер и Ханиш образовали своего рода рабочую группу: тогда как Гитлер рисовал открытки и картины, в основном акварели, Ханиш взял на себя их продажу. Полученный таким образом доход они поровну делили между собой.
Они поссорились после того, как Гитлер обвинил Ханиша в том, что он присвоил одну из своих картин (особенно тщательно выполненный вид венского парламента) и скрыл выручку от продажи. Ханиш отрицал это обвинение до конца своей жизни.
4 августа 1910 года на Ханиша заявил в полицию его сосед по мужскому общежитию Зигфрид Лёффнер, который теперь фигурировал как продавец Гитлера. Поскольку расследование дела венскими полицейскими властями показало, что Ханиш был зарегистрирован в Вене под вымышленным именем Фриц Вальтер, 11 августа 1910 года его приговорили к семи дням тюремного заключения.
Чтобы обеспечить себе новый источник дохода, Ханиш сам начал рисовать. Как конкурент Гитлера в последующие годы он снабжал своими картинами и открытками магазины, такие как багетная мастерская Якоба Альтенберга.
В 1912 году аноним заявил в полицию, что Гитлер без разрешения использовал титул «академический художник». Исследователи предполагают, что художник Карл Лейденрот, который также жил в мужском общежитии и был другом Ханиша, сделал это заявление от имени Ханиша. Согласно отчету так называемого Brünner Anonymus, соседу Гитлера и Ханиша по мужскому общежитию, который опубликовал свои воспоминания об инциденте в чешской ежедневной газете в 1936 году, Гитлер также подозревал Лейденрота в доносительстве.
Согласно записям в венском регистрационном архиве, с 25 августа 1910 года Ханиш проживал по адресу Ландгутгассе, 15/5, в 10-м округе (Фаворитене), с 6 октября 1911 года – на Раушерштрассе в 20-м округе (Бригиттенау) и с 18 марта во 2-м округе – официально по профессии строительный чертежник.

### Поздние годы (1912—1937)
5 августа 1912 года Ханиш покинул Вену, чтобы вернуться в Габлонц. С 1914 по 1917 год он участвовал в Первой мировой войне. 4 июля 1918 года вернулся в Вену со своей невестой Франциской Бисурек, женился на ней 22 июля 1918 года и жил на Раушерштрассе, 19 в 20-м округе. Дом принадлежал родителям кондуктора федеральной железной дороги Франца Файлера, коллекционера картин, с которым Ханиш в последующие годы заключал различные сделки.
20 июля 1923 года Ханиш был приговорен Окружным судом I Вены к трем месяцам тюремного заключения за кражу. Брак Ханиша закончился разводом 17 апреля 1928 года. После 1930 года он возобновил свою деятельность в качестве художника и рисовал акварели, которые продавал как предполагаемые работы Гитлера, выполненные во время их совместной жизни в Вене. Ханиш также часто писал картины цветов в стиле художницы Ольги Визингер-Флориан, которые он также выдавал за оригиналы Гитлера. Чтобы скрыть мошенничество, он попросил Лейденрота, с которым все еще поддерживал дружеские отношения, выдать «экспертные заключения», которые должны были доказать «подлинность» подделок.
В 1932 году у Ханиша снова возникли проблемы с законом. 7 мая 1932 года он был приговорен к трем суткам ареста. После нескольких перемен места жительства 6 июля 1933 года он снова был осужден за мошенничество.
С назначением Гитлера рейхсканцлером в 1933 году Ханиш привлек к себе повышенное внимание. Баварский журналист и противник национал-социализма Конрад Хайден, работавший в то время над первой научной биографией Гитлера, обратился к нему как к единственному известному в то время свидетелю венского периода Гитлера. Ханиш с готовностью предоставил Хайдену информацию и получил приличный гонорар за те заявления, которые были включены в книгу Хайдена «Адольф Гитлер. Век безответственности», вышедшую в 1936 году. В последующие годы Ханиш работал офортистом и зарабатывал деньги не только на фальшивках картин Гитлера, но и на многочисленных интервью местным и зарубежным газетам, в которых он рассказывал о Гитлере. Более длинные воспоминания о времени, проведенном с Гитлером, написанные Ханишем и, вероятно, отредактированные Хайденом, были опубликованы посмертно в американской газете The New Republic в 1939 году.
В 1930-х годах важную роль в жизни Ханиша сыграл также Франц Файлер, сын бывшего домовладельца Ханиша. Будучи в дружеских отношениях с Ханишем, с 1933 года Файлер действовал как венский эмиссар Гитлера, от имени которого он собирал в Вене настоящие и поддельные картины Гитлера, скупал их и привозил в Германию. Там они были либо уничтожены, либо переданы в партийный архив НСДАП в Мюнхене. На Пасху 1933 года Файлер посетил Гитлера в Берхтесгадене и передал ему несколько картин, которые он приобрел у Ханиша. Гитлер признал эти предполагаемые «картины Гитлера» подделкой, после чего поручил Файлеру обвинить Ханиша в мошенничестве. 6 июля 1933 года Файлер заявил о нем в полицию. После этого Ханиш провел несколько месяцев в тюрьме; после освобождения из тюрьмы он продолжил свою мошенническую деятельность.
16 ноября 1936 года он был снова арестован. При обыске в его комнате, помимо рукописей о Гитлере, были обнаружены и другие подделки. 2 декабря 1936 года окружной суд Вены снова приговорил его к тюремному заключению за мошенничество. Вероятно, он умер в заключении в январе 1937 года.
В 1938 году Файлер заявил, что жизнь Ханиша «не была безупречной», «но несмотря на его бедность и лишения, он был благородным человеком, и я глубоко опечален его смертью. Когда-то он был другом нашего фюрера, и я не стыжусь своей дружбы с Райнхольдом Ханишем».
Подделки Ханиша занимали сотрудников Гитлера в течение многих лет после его смерти. 21 октября 1942 года, например, Генрих Гиммлер, действуя по указанию Гитлера, приказал уничтожить три «картины Гитлера», которые подделал Ханиш, вместе с официальными заявлениями Ханиша и Лейденрота от 1935 года.

#### Высказывания Ханиша о Гитлере
Ханиш подтверждает, что во время пребывания в мужском общежитии Гитлер вообще не хотел работать. В частности, он оспаривает утверждение, сделанное Гитлером в «Майн кампф» и в значительной степени считающееся легендой в исследованиях, что в Вене Гитлер иногда зарабатывал себе на жизнь как «рабочий»:
«Я никогда не видел, чтобы он выполнял какую-либо тяжелую работу, и не слышал, чтобы он когда-либо работал строителем. Строительные компании нанимают только сильных и крепких людей».
По словам Ханиша, напротив, страсть неудавшегося художника к политике уже тогда была очень сильна. В длинных речах Гитлер неоднократно выступал против социал-демократии и, в отличие от других соседей по общежитию, в дискуссиях всегда был на стороне государства.
Ханиш также подчеркивает, что в мужском общежитии у Гитлера были хорошие отношения с евреями. В то время Гитлер имел дело почти исключительно с евреями, а его лучшим другом в мужском общежитии был еврей-чистильщик меди Йозеф Нойман. Поскольку Ханиш упоминает имена, истинность этого утверждения легко доказать с помощью регистрационного архива Вены. Таким образом, историки Антон Иоахимсталер и Бригитте Хаман, в частности, смогли идентифицировать многочисленных еврейских «друзей Гитлера», упомянутых Ханишем. Упомянутый Ханишем одноглазый слесарь по имени Робинзон, часто помогавший Гитлеру, был, как выяснила Хаман, еврейским помощником слесаря Симоном Робинзоном из Галиции (родился в 1864 г. в Лиско), который с 19 января 1912 года по 27 ноября 1913 года с перерывами жил в мужском общежитии.

#### Смерть Ханиша
Вернер Мазер в своей биографии Гитлера утверждал, что Ханиш был арестован и убит в 1938 году после аншлюса Австрии по поручению Гитлера и по распоряжению Мартина Бормана. Август Призак, в свою очередь, говорит о смерти Ханиша в концентрационном лагере. Однако это явно не соответствует действительности. Согласно документам венских властей, Ханиш умер от сердечной недостаточности после двух месяцев заключения 2 февраля 1937 года в венской тюрьме. В письме от 11 мая 1938 года Франц Файлер писал Эрнсту Шульте Штратхаусу, своему доверенному лицу в главном архиве НСДАП, что Ханиш «... умер полтора года назад». Причиной смерти было воспаление лёгких. Файлер обвинил австрийскую полицию и правительство Шушнига в смерти Ханиша: «Я знаю, как с бедолагой, особенно когда он плохо одет, иногда обращаются в полиции и в суде. Если такой человек превосходит духом всех тех, в чьей власти он находится, то я могу строить свои мысли о его совершенно неожиданной кончине».